# Bolo baeta
O bolo baeta uma tradicional iguaria doce da cozinha do Nordeste Oriental do Brasil, sobretudo da culinária paraibana. Geralmente é comido acompanhado de chás, cafés ou bebidas típicas, como sucos de frutas, caldo de cana ou guaraná.
Uma das características mais marcantes do baeta é que a massa não leva fermento, o que lhe confere um aspecto úmido e textura consistente levemente parecida à do pudim. Além do leite, que pode ser de origem animal (vaca), vegetal (coco) ou mista, os ingredientes de base incluem ovos, manteiga, farinha de trigo e açúcar.
No livro História da alimentação no Brasil, de 1968, do escritor e historiador Câmara Cascudo, encontra-se a seguinte descrição:
Bolo Baeta – seis ovos com claras, uma quarta de manteiga (120 grs.), ½ libra de açúcar (250 grs.), ½ de farinha de trigo, leite de dois cocos, sumo de limão. Batem-se os ovos com o açúcar, depois o leite de coco com a manteiga e por último a farinha. N'algumas receitas incluíam erva-doce e passas de uvas, sem os caroços. Fogo brando e lento. Forma redonda, previamente untada de manteiga. Era tradicional para o chá.»?
Às vezes, também recebe a denominação de «bolo baieta» ou mesmo «bolo de leite», já que leva muito desse ingrediente na receita tradicional.